# 3-ヒドロキシイソブチリルCoAヒドロラーゼ
3-ヒドロキシイソブチリルCoAヒドロラーゼ(3-hydroxyisobutyryl-CoA hydrolase、EC 3.1.2.4)は、以下の化学反応を触媒する酵素である。
3-ヒドロキシイソブチリルCoA+水{\displaystyle \rightleftharpoons }補酵素A+3-ヒドロキシイソ酪酸
従って、この酵素の2つの基質は3-ヒドロキシイソブチリルCoAと水、2つの生成物は補酵素Aと3-ヒドロキシイソ酪酸である。
この酵素は、加水分解酵素に分類され、特にチオエステル結合に作用する。系統名は、3-ヒドロキシ-2-メチルプロパノイルCoAヒドロラーゼ(3-hydroxy-2-methylpropanoyl-CoA hydrolase)である。この酵素は、バリン、ロイシン、イソロイシンの分解、β-アラニンの代謝、プロピオン酸代謝の3つの代謝経路に関与している。